# La Grande Gaîté
 (juillet 2025).
Si vous disposez d'ouvrages ou d'articles de référence ou si vous connaissez des sites web de qualité traitant du thème abordé ici, merci de compléter l'article en donnant les références utiles à sa vérifiabilité et en les liant à la section « Notes et références ».
La Grande Gaîté, publié en 1929, est le troisième recueil de poèmes de l'écrivain français Louis Aragon (1897-1982).
Son titre renvoie, par antiphrase, à l'inverse de son contenu : marqué d'un pessimisme profond, le volume exprime, de façon poignante[réf. souhaitée], une vision du monde et de l'homme extrêmement négative. Ici se combine l'amoralisme antibourgeois et anticlérical de l'Aragon de trente ans avec un individualisme poussé à l'extrême. 
Ces poèmes, traversés par une tristesse bouleversante, vont de la dérision grinçante à la confession brutale. Ils furent écrits en 1928 et 1929.